# Alan IV Fergant
Alan IV Fergant (ur. ok. 1060 w Châteaulin, zm. 13 października 1119 w Redon), książę Bretanii, hrabia Rennes i Nantes, najstarszy syn księcia Hoela II i Jadwigi, córki księcia Bretanii Alana III.
Wszystkie tytuły odziedziczył po śmierci swojego ojca w 1084 r. W 1086 r. Bretanię najechał król Anglii Wilhelm Zdobywca i zmusił Alana do ucieczki z księstwa. W tym samym roku zawarto jednak pokój na mocy którego Alan poślubił Konstancję (ok. 1066 – 1090), córkę Wilhelma i Matyldy, córki Baldwina V, hrabiego Flandrii. Małżeństwo to nie było szczęśliwe. Konstancja zmarła w 1090 r. Krążyły plotki, że otruto ją na rozkaz męża. Kronikarz Wilhelm z Malmesbury napisał, że otruto ją, gdyż była zbyt konserwatywna jak na gust bretońskiego dworu.
W 1093 r. Alan ożenił się ponownie. Jego drugą żoną została Ermengarda Andegaweńska (ok. 1067 – 1147), córka hrabiego Andegawenii Fulka IV i Hildegardy, córki Lancelina II, pana de Beaugency. Ermengarda uzyskała wielki wpływ na męża. Kiedy ten wyruszył w 1096 r. na wyprawę krzyżową. Sprawowała regencję aż do jego powrotu w 1101 r. Alan i Ermengarda mieli razem dwóch synów i córkę:
- Godfryd
- Jadwiga, żona Baldwina VII Hapkina, hrabiego Flandrii
- Conan III Gruby (1093/1096 – 17 września 1148), książę Bretanii

Miał również nieślubnego syna, Briena FitzCounta.
Alan był stronnikiem króla Anglii Henryka I w jego konflikcie z księciem Normandii Robertem II. W 1106 r. zbrojnie wsparł Henryka i brał udział w bitwie pod Tinchebray. W następnych latach Alan złożył hołd Henrykowi.
Alan był bardzo niepopularnym władcą. W 1112 r. został zmuszony do abdykacji na rzecz syna Conana. Usunął się do klasztoru w Redon, gdzie zmarł w 1119 r.